# Hypsogastropoda
Hypsogastropoda Ponder & Lindberg, 1997 è un superordine di molluschi gasteropodi della sottoclasse Caenogastropoda.

## Tassonomia
Hypsogastropoda include i seguenti infraordini:
- Littorinimorpha (Pchelintsev, 1963, nom. emend.)
- Ptenoglossa J.E. Gray, 1853
- Neogastropoda Thiele, 1929

Inoltre al sottordine sono assegnate le seguenti famiglie fossili:
- †Coelostylinidae Cossmann, 1908
- †Maturifusidae Gründel, 2001
- †Pommerozygiidae Gründel, 1999
- †Settsassiidae Bandel, 1992